# Perizoma fasciata
Perizoma fasciata är en fjärilsart som beskrevs av W. Warren 1893. Perizoma fasciata ingår i släktet Perizoma och familjen mätare. Inga underarter finns listade i Catalogue of Life.